# 北極四聖
北極四聖（ほっきょくよんせい）は、道教の神である北極紫微大帝の四将であり、すなわち天蓬・天猷・黒煞・玄武からなる。

## 各神の概要
- 天蓬元帥（てんほうげんすい）：北極天蓬八十一軍大元帥護國消魔真君證果法雲普複天尊。
- 天猷元帥（てんゆうげんすい）：北極天猷大元師普化天帝證果沖和應善天尊。
- 黒煞元帥（こくさつげんすい）：北極翊聖黑殺大元帥儲慶保德真君證果遊行三界天尊。
- 玄武元帥（げんぶげんすい）：北極佑聖真武大元帥玄天元聖仁威上帝金闕化身證果終劫濟苦天尊。

| サブスタブ | この項目は、まだ閲覧者の調べものの参照としては役立たない、書きかけの項目です。この項目を加筆・訂正などしてくださる協力者を求めています。このテンプレートは分野別のサブスタブテンプレートやスタブテンプレート（Wikipedia:分野別のスタブテンプレート参照）に変更することが望まれています。 |